# Caius Gabriel Cibber
Caius Gabriel Cibber (1630–1700) var en dansk billedhugger, der hovedsageligt arbejdede i England. Han var far til skuespilleren, forfatteren og Poeta laureatus Colley Cibber. Han blev udnævnt til carver to the king's closet (billedhugger til kongens klædeskab) af William III.

## Liv
Cibber var født i Flensborg, dengang en del af Hertugdømmet Slesvig i Danmark. Hans far var møbelsnedker, angiveligt for kong Frederick 3. Han rejste til Italien for at studere kunst, hvor han muligvis ændrede navn fra "Sieber" til "Cibo",  der er en gammel, italiensk adelsslægt. Cibber emigrerede senere til London, sandsynligvis gennem Holland. Han arbejdede først for sten- og billedhuggeren John Stone, der havde et værksted på Long Acre, indtil han, efter Stones død i 1667, oprettede sit eget studie.
I 1668 erklærede the Worshipful Company of Leathersellers ham en Freeman by Redemption, en titel der gav ham særlige frihedsrettigheder, og i 1679 blev han en Liveryman, det vil sige et æresmedlem af lædersælgernes glide- og brancheorganisation, hvilket han forblev resten af sit liv. Han udførte i sten selskabets våbenskjold samt en havfrueudformet-pumpe, der stod uden for Leathersellers' Hall i Little St. Helen's, ud for Bishopsgate. Havfruens hoved blev opdaget i udgravninger på St. Helen's Place i 1925.
Den 24. november 1670, et årti eller mere efter sin ankomst til London, giftede Cibber, der var en enkemand, sig med Jane Colley i "St Giles in the Fields". I denne sammenhæng blev Cibbers alder angivet til "omkring 33". De havde tre børn: Colley, Lewis og Veronica. Mellem 1673 og 1679 var Cibber fængslet i Marshalsea fængsel og King's Bench fængsel som følge af spillegæld. Han var dog i stand til at fortsætte sit arbejde, og lånte betydelige beløb fra sin svoger Edward Colley. 
Mange af hans værker er udstillede i London, inklusive hans statue af Charles II fra 1681, som stadig står (temmelig slidt) på Soho-pladsen. Han lavede to statuer med menneskemotiver i Portland-sten med titlen "Melankolia" og "Raving Madness" til portene til sindssygehospitalet Bedlam (nu Bethlem Royal Hospital), som i øjeblikket kan ses i deres museum, med de forberedende arbejder i Victoria and Albert museum. Det siges, at de blev modelleret af to indsatte i asylet, hvoraf den ene var Oliver Cromwells portier Daniel. De to statuer blev hans mest berømte værker og blev nævnt i Alexander Popes satire The Dunciad. Han skabte også relieffer ved monumentets fod til Storbranden i London; hans relieffer på Royal Exchange er gået tabt. Han producerede skulptursæt til Trinity College, Cambridge og til den danske kirke i London, som han selv var arkitekt for i 1696. Han blev begravet i kirken, men den blev solgt i 1868 og nedrevet i 1870.

## Hovedværker
Cibber arbejdede i vid udstrækning med arkitekterne Sir Christopher Wren (på St. Paul's Cathedral og Hampton Court Palace) og William Talman (på Chatsworth House (1688–91) og versionen af Thoresby Hall, der blev fuldstændigt nedbrændt i 1745).
Cibber producerede et antal kirkelige monumenter, inklusive dem til den syvende og ottende Earl of Rutland i Bottesford, Leicestershire samt Sackville-monumentet ved Withyham i East Sussex. Statuen Flora i haverne i Chatsworth er i de senere år blevet flyttet tilbage til templet opkaldt efter hende; andre store værker på det sted inkluderer Sea Horse Fountain.

## Galleri
- Relief ved foden af Monumentet til storbranden i London
- Statue af Charles II på Soho-pladsen
- Den danske kirke i London, Wellclose Square.

## eksterne links
- Bethlem Royal Hospital Archives + Museum
- Værker af Cibber i samlingen af Victoria og Albert Museum